# Farman A6
Les Farman A6 sont des modèles d'automobiles de prestige et de luxe, de l'ancien avionneur et constructeur automobile français Farman. Elles sont commercialisées entre 1921 et 1932 en deux versions A, puis B.

## Historique
Les frères Henri Farman, Maurice Farman et Dick Farman fondent leur entreprise pionnière avions Farman en 1909. Forts de leur succès et de leur grande notoriété mondiale en aéronautique, ils se lancent de façon plus marginale dans l'industrie automobile de prestige et de luxe en fondant Farman (automobile) en 1919, dans leurs vastes usines parisiennes de Boulogne-Billancourt.

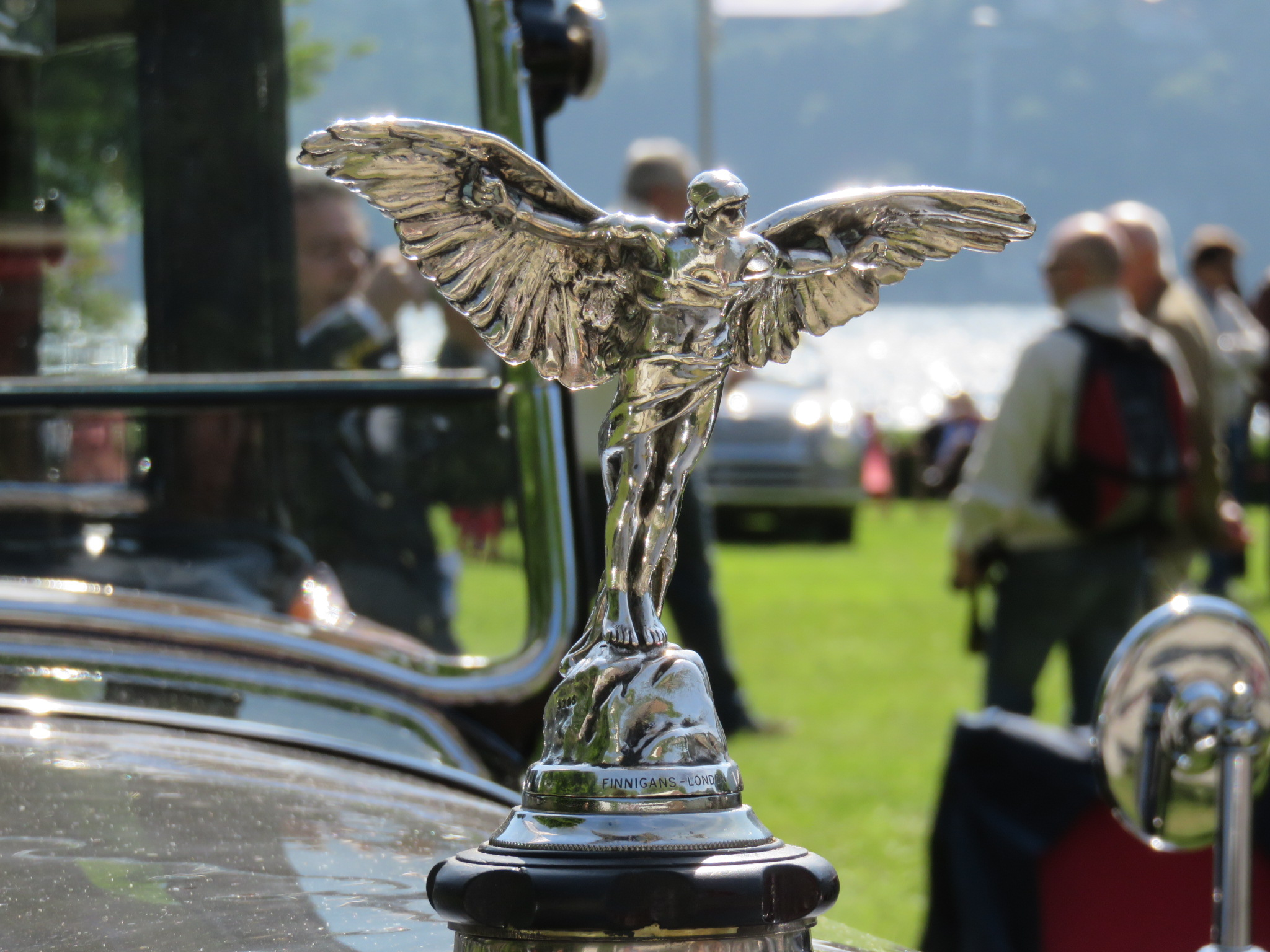
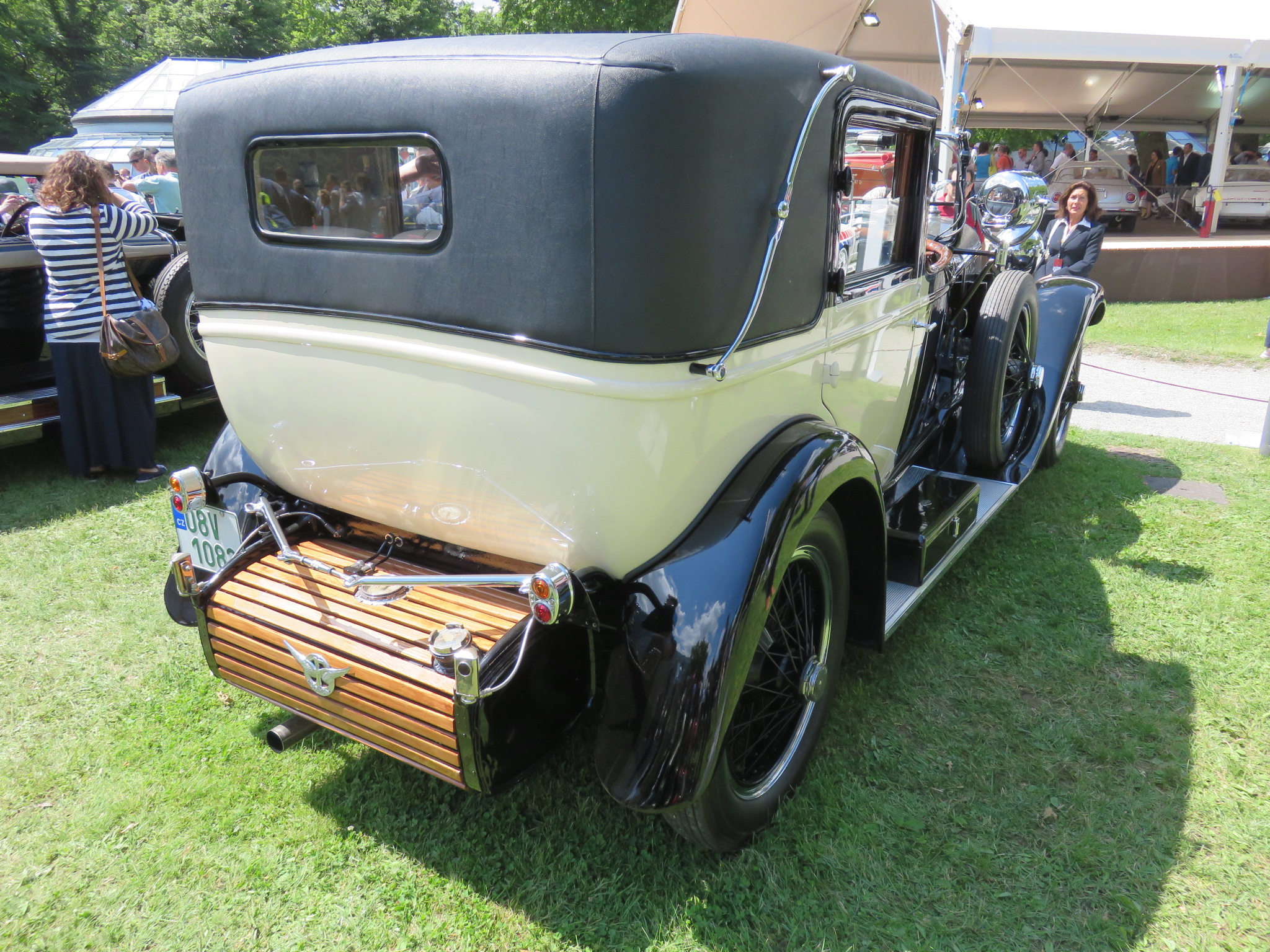

Leur premier modèle Farman A6 (ou A6A) est présenté au mondial de l'automobile de Paris 1919. Ce modèle de grand luxe est conçu par des ingénieurs aéronautiques, aux très hautes normes de qualité et de perfectionnisme de l’aéronautique. Chaque modèle est réalisé exclusivement sur commande, avec carrosserie personnalisée unique de carrossiers parisiens indépendants (Jean Gaborit, Million-Guiet...). La mascotte ailée du bouchon de radiateur rend hommage au célèbre aviateur pionnier Alberto Santos-Dumont. Le véhicule est propulsé par un moteur exceptionnellement silencieux en aluminium, de 6 cylindres en ligne, 6,6 L pour 108 chevaux. 

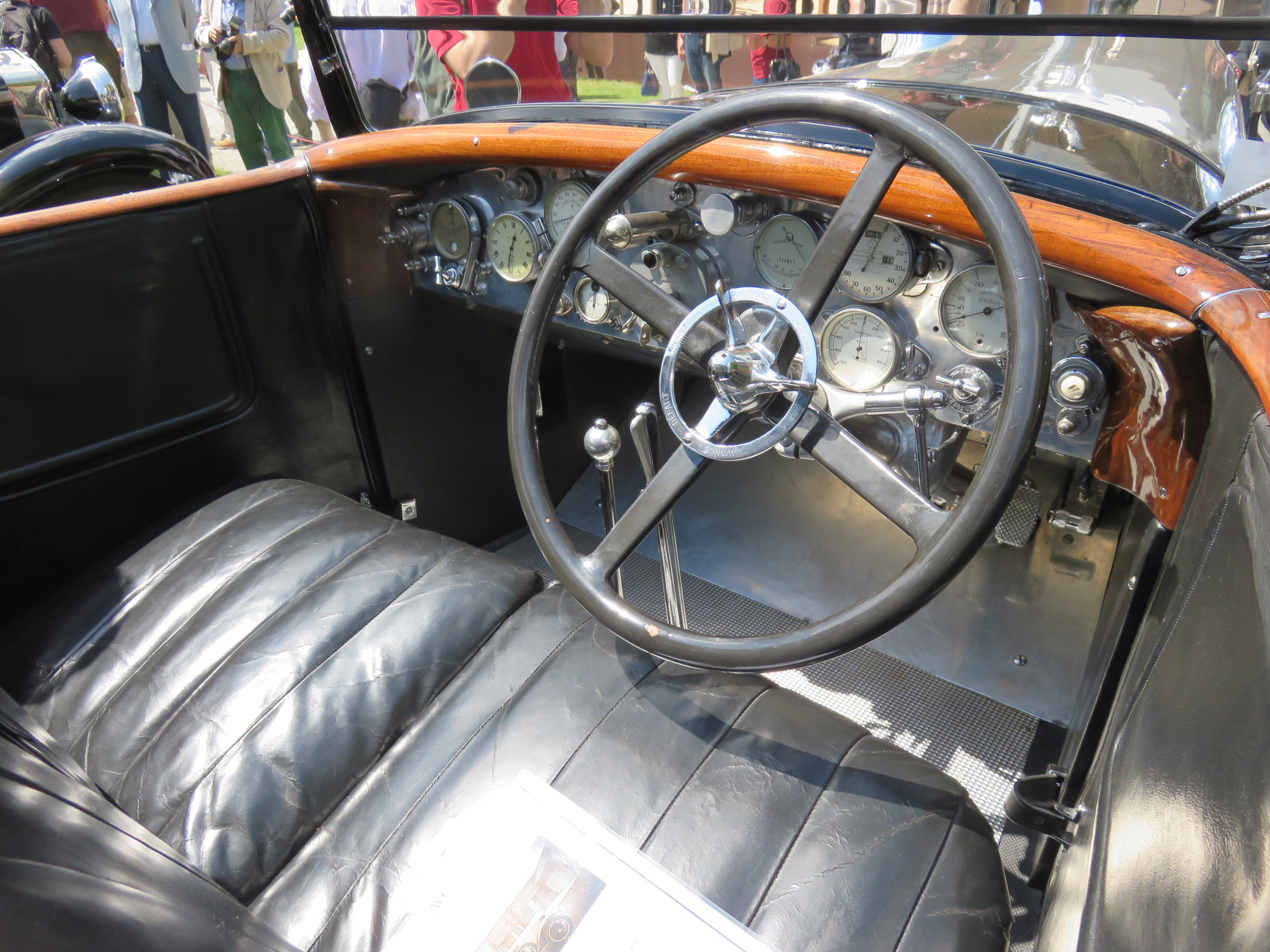
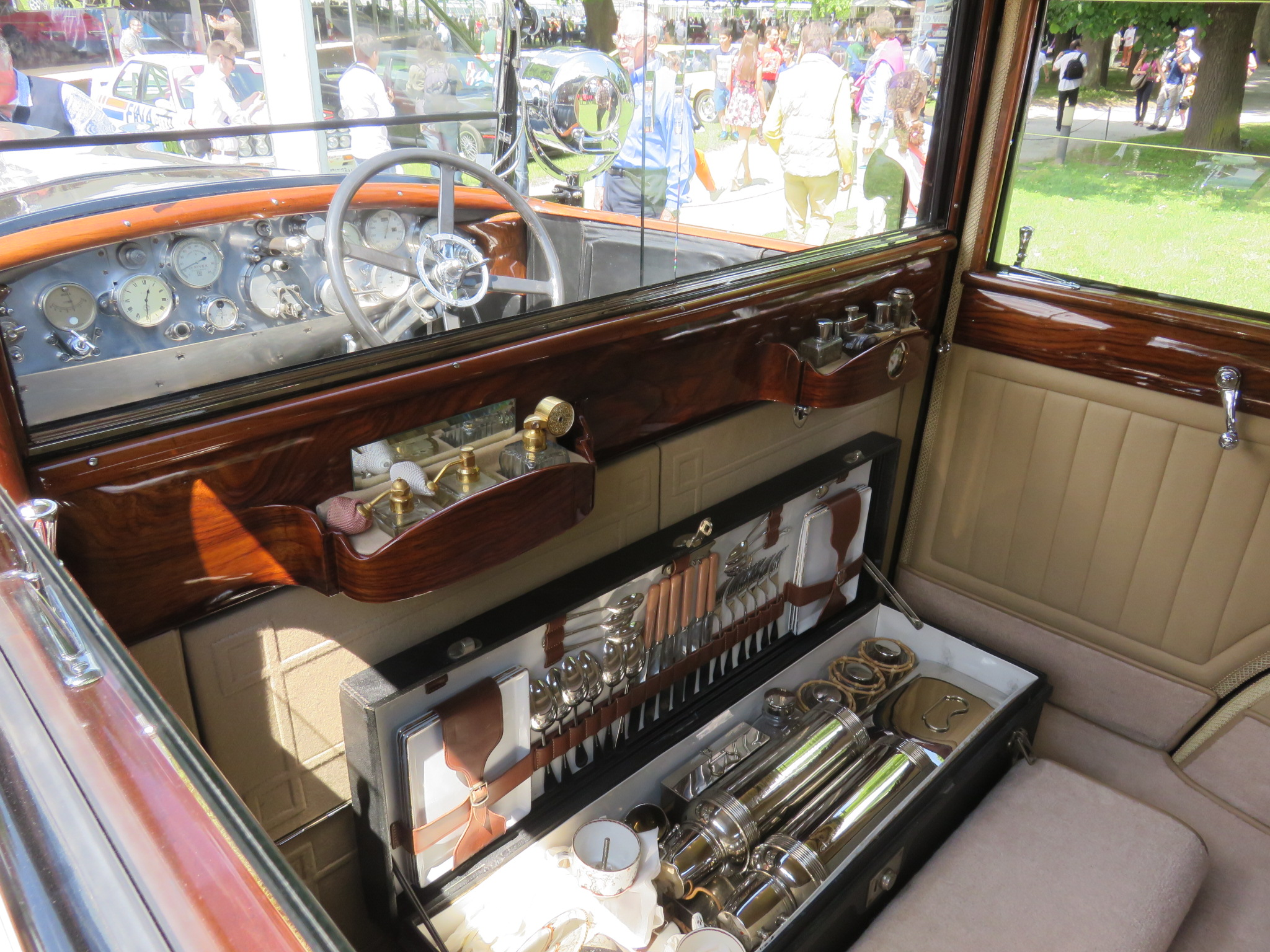
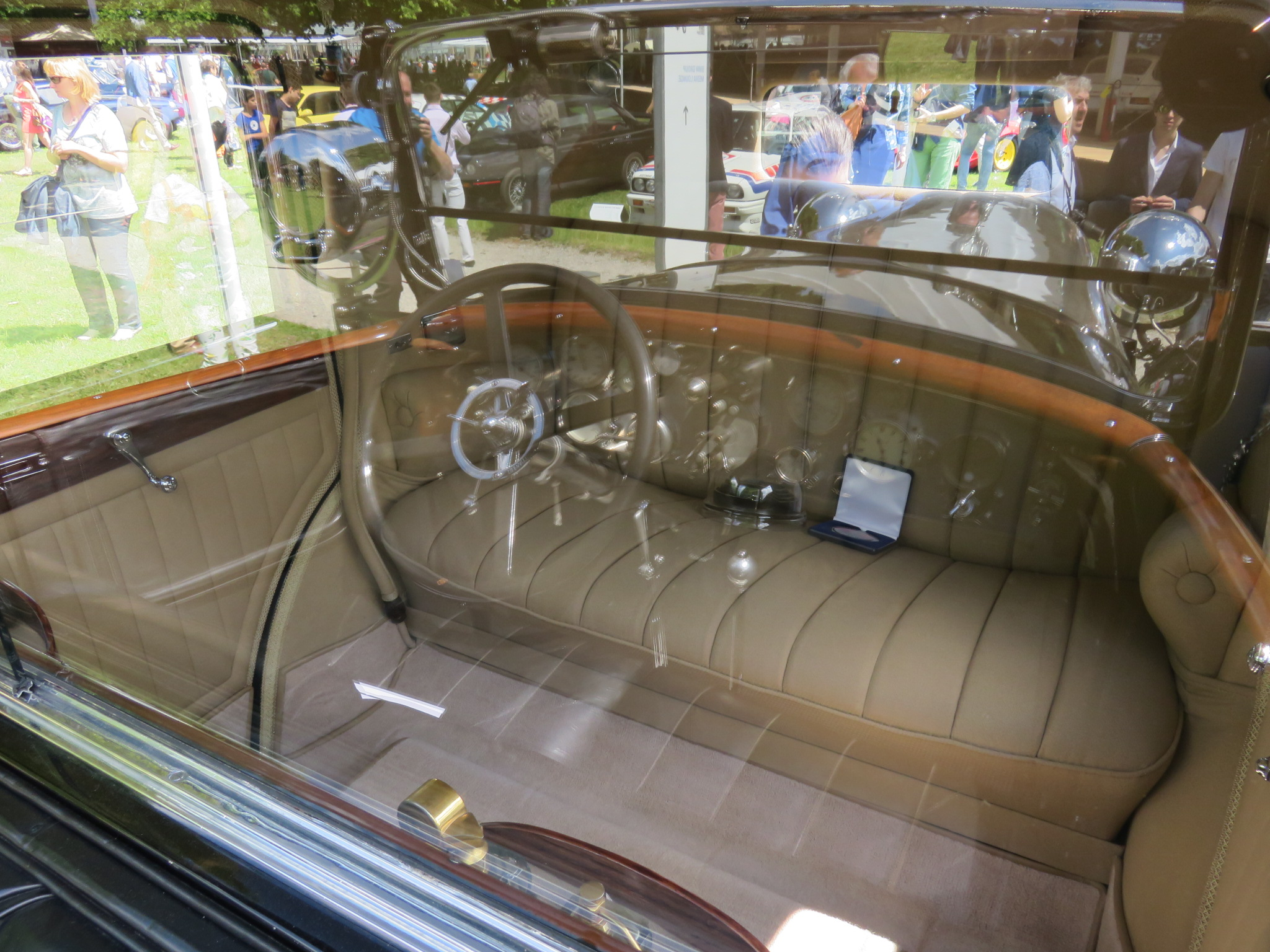
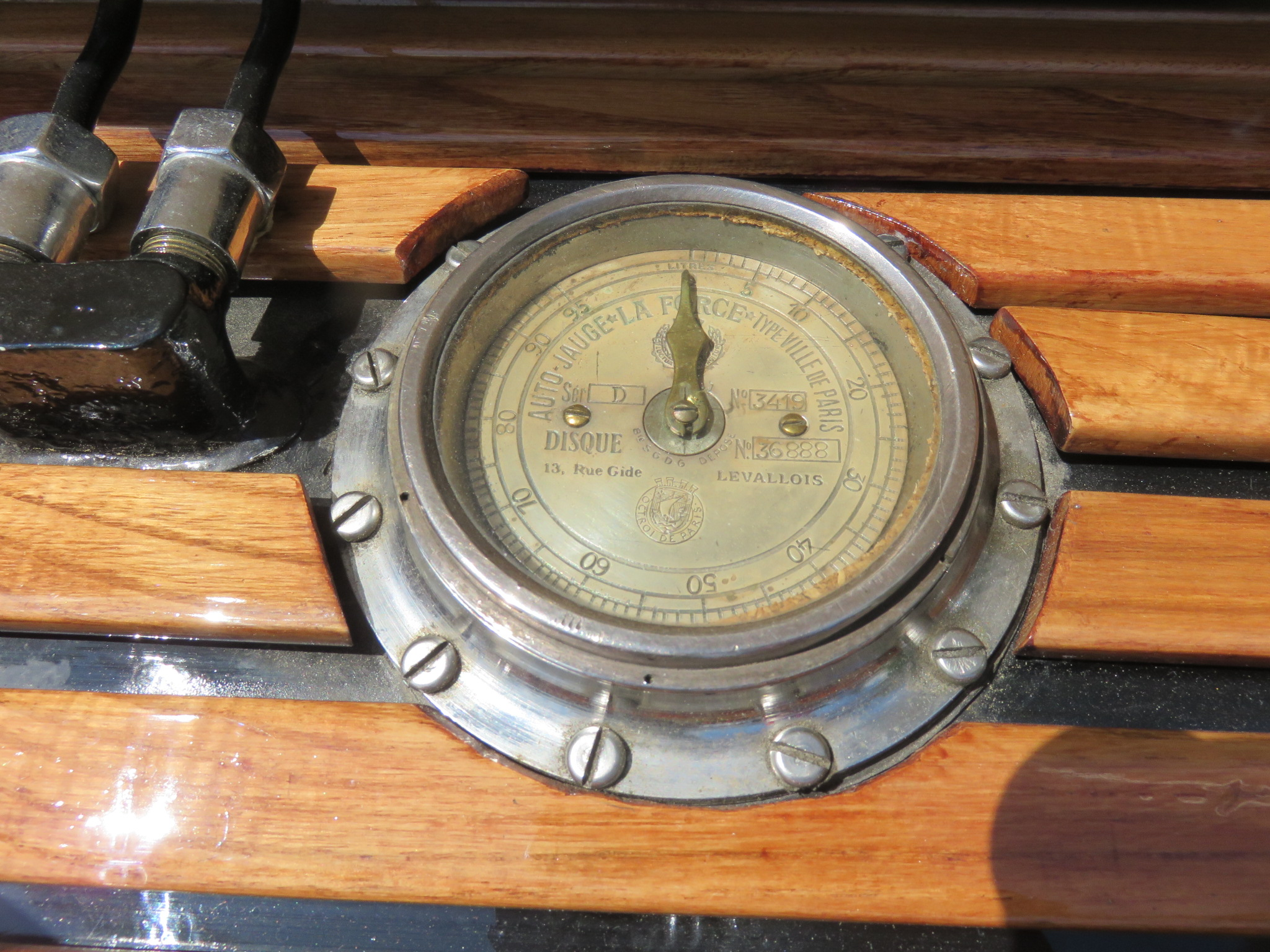

Ils concurrencent les prestigieux modèles de l'époque Hispano-Suiza H6, Renault 40CV, Delage CO, Isotta Fraschini Tipo 8 et autre Rolls-Royce Silver Ghost... avec pour richissimes clients des rois, stars de cinéma et célébrités de l'époque, dont Pearl White, le pilote d'avion Charles Nungesser, le Shah d'Iran Ahmad Shah Qajar, le roi du Maroc Youssef Ben Hassan...
En 1921, le modèle A6B bénéficie de quelques innovations techniques dont les freins novateurs assistés sur quatre roues... Farman ajoute en 1927 à son offre commerciale, le modèle Farman NF avec un moteur plus puissant de 7,1 L... 
À la suite de la crise de 1929 / Grande Dépression, et après avoir commercialisé environ 125 voitures en onze ans, Farman arrête son activité automobile en 1931, pour se consacrer à son activité aéronautique première, avant d'être nationalisé par la France en 1936.
Ce modèle est à ce jour une automobile de collection rare et prisée. Un modèle est exposé à la cité de l'automobile de Mulhouse en Alsace.